# Elfwynn
Elfwynn ( / æ l f w ɪ n / ) fue una gobernante del Reino de Mercia durante unos meses en 918, tras la muerte de su madre el 12 de junio de 918. Ella era la hija de Etelredo II de Mercia y Ethelfleda de Wessex, gobernantes de Mercia. La Crónica anglosajona afirma que fue "privada de todo control en Mercia, y fue llevada a Wessex tres semanas antes de Navidad". Su adhesión fue el único ejemplo de gobierno que pasó de una mujer a otra en el período medieval temprano en las islas británicas.

## Biografía
Los padres de Elfwynn pueden haberse casado ya en 882 y no más tarde de 887. Según Guillermo de Malmesbury, Elfwynn era la única hija de Ethelfleda y Etelredo II. La fecha de su nacimiento no se registra en ninguna parte, pero se presume que nació poco después del matrimonio de sus padres, quizás alrededor de 888. El relato de Guillermo afirma que su nacimiento fue difícil y que esto llevó a su madre a abstenerse de tener más relaciones sexuales.
El padre de Elfwynn pasó gran parte de la década posterior a su nacimiento en una campaña con su suegro, el Rey Alfredo y su cuñado Edward Etheling. Hacia 902 su salud era pobre y Ethelfleda era desde entonces la gobernante efectiva de Mercia. Guillermo de Malmesbury afirma que Alfredo envió a su nieto mayor, Ethelstan, hijo de Edward, para que fuera educado en la corte de Ethelfleda. El panegírico de Guillermo sobre Ethelstan afirma que recibió una educación de primera clase en Mercia, y se cree que es probable que Elfwynn haya recibido la misma educación.
La primera evidencia contemporánea escrita de Elfwynn se fecha a alrededor de 904, una carta de (S 1280) registrar el contrato de arrendamiento de la tierra por Etereldo y Ethelfleda de los tradicionales tres vidas, las de Etelredo, Ethelfleda y Elfwynn-en y alrededor de Worcester de Obispo Waerferth y los monjes y clérigos de la catedral de Worcester . Elfwynn no fue testigo de esta carta, pero ella pudo haber sido testigo de la carta S 225 de alrededor de 915, en relación con las tierras alrededor de Farnborough, y es muy probablemente la Ælfwynn que presenció S 367 de alrededor de 903 en relación con las tierras en Buckinghamshire.
La madre de Ælfwynn parece haber muerto repentinamente en el verano de 918. A diferencia de su madre, Ælfwynn puede haber carecido de un amplio apoyo. Ni la Crónica anglosajona ni ningún otro documento registra oposición alguna a la decisión de Edward de sacarla del poder y enviarla a Wessex en diciembre de 918. Se podría considerar que Ælfwynn fue el último gobernante de Mercia, pero ese reino no fue completamente absorbido por el reino de los anglosajones, más tarde el reino de Inglaterra, hasta mucho más tarde. Su primo Ethelstan era gobernante de Mercia solo antes de convertirse en rey de los anglosajones, y también lo era el rey Edgar gobernante de los mercianos bajo su hermano mayor, el rey Eadwig.
No hay un registro seguro de Ælfwynn después de su remoción del poder. En opinión de Maggie Bailey, ella probablemente entró en órdenes sagradas. Es posible que ella sea la mujer religiosa llamada Elfwynn que se beneficia del estatuto S 535 con fecha de 948 en el reinado del rey Edred. Shashi Jayakumar sugiere que ella pudo haber sido la Ælfwynn que era esposa del Medio Rey de Ethelstan y madre adoptiva del futuro Rey Edgar.
La Historia de Gales de Caradoc conserva una tradición de que Ælfwynn fue depuesta con el pretexto de planear en secreto casarse con un rey danés, pero Michael Livingston lo describe como "históricamente improbable".
- Datos: Q1067993